# Ха (галиг)
Хэргэни ха — условно выделяемая буква маньчжурской письменности, по определению И.И.Захарова обозначает придыхательный гортанный Х. По своему написанию может быть представлена как буква «К» с диакритическим знаком фука (кружок), используется в словах китайского и санскритского происхождения. В силлабарии Чжуван чжувэ буква сочетается только с гласными «А» и «О».

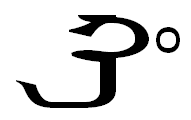
Ха
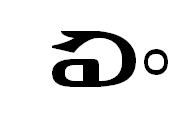
Хо